# سید محمود نوری‌زاده
سید محمود نوری‌زاده (زادهٔ ۱۳۰۶ در مشگین‌شهر) نمایندهٔ حوزهٔ انتخابیهٔ مشکین‌شهر در دورهٔ پنجم مجلس شورای اسلامی بوده‌است.